# 128038 Jimadams
128038 Jimadams è un asteroide della fascia principale. Scoperto nel 2003, presenta un'orbita caratterizzata da un semiasse maggiore pari a 3,118697 UA e da un'eccentricità di 0,112378, inclinata di 4,260746° rispetto all'eclittica. Ha un diametro di 3,906 km.